# Giannella De Marco

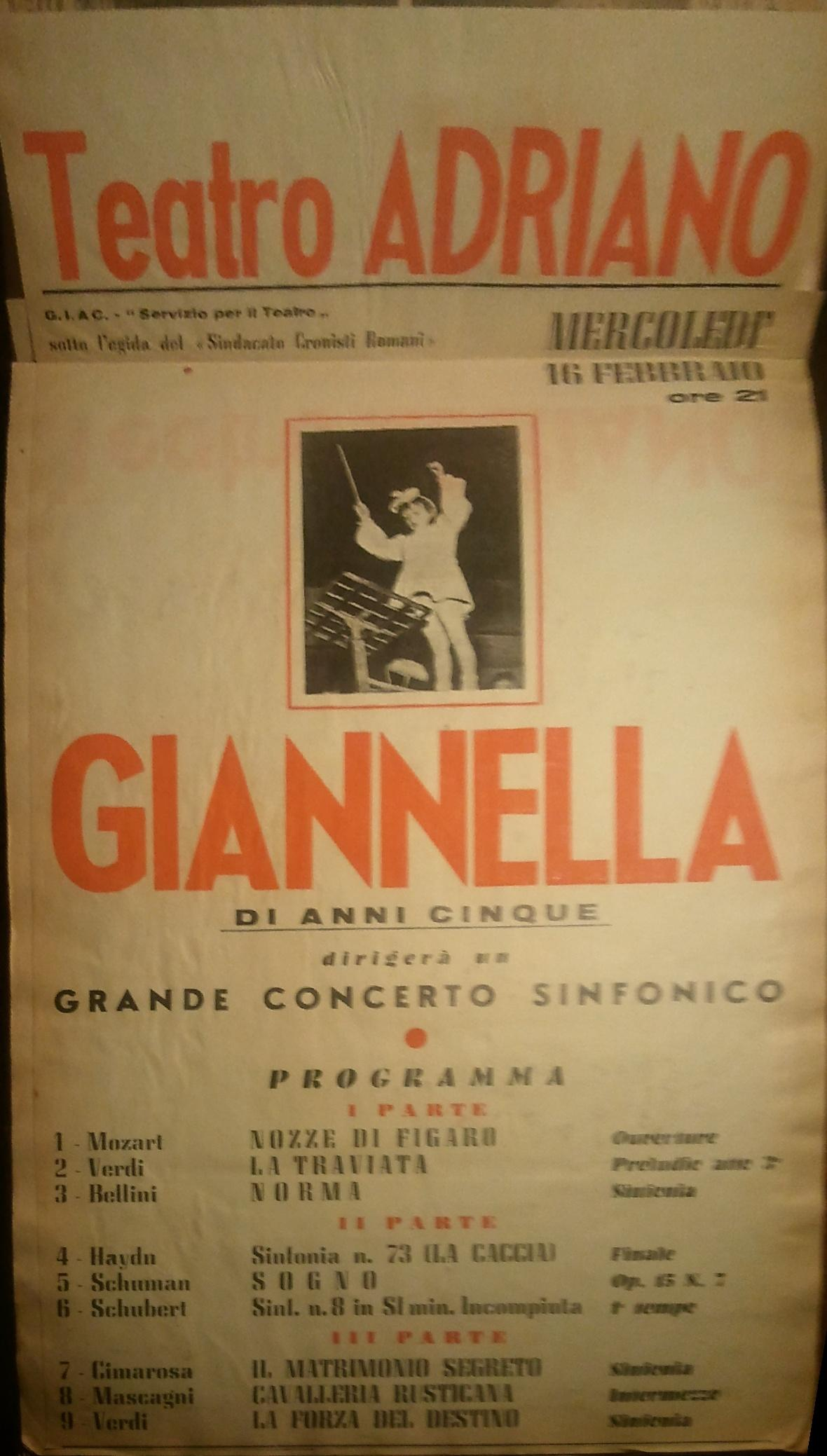
Manifesto della seconda esibizione di Giannella De Marco al Teatro Adriano di Roma, 16 gennaio 1949

Giannella De Marco (Roma, 25 giugno 1943 – Roma, 24 gennaio 2010) è stata una direttrice d'orchestra italiana.

## Biografia
Giannella De Marco, la più giovane direttrice d'orchestra nella storia della musica mondiale, inizia la sua carriera artistica alla fine degli anni quaranta all'età di cinque anni e, successivamente, dall'età di 7 anni affronterà, prima ed unica nella storia della musica, la concertazione e la direzione delle più complesse opere liriche.  Intervista del Cinegiornale Settimana Incom a Giannella de Marco 16 febbraio 1963, su youtube.com. URL consultato l'8 maggio 2020.
La rivelazione di Giannella al mondo avvenne il 1º dicembre 1948 attraverso l'International News Service e United Press che rilanciarono fotografie e notizie del suo primo concerto al Teatro Massimo di Pescara dove, appena cinquenne, aveva sorpreso il pubblico dirigendo, tra l'altro, la sinfonia de La forza del destino di Giuseppe Verdi. La sua affermazione decisiva avvenne a Roma in occasione del suo secondo concerto il 16 febbraio 1949 al Teatro Adriano, nel quale diresse l'Orchestra Nazionale dell'Accademia di Santa Cecilia.
Contemporaneamente all'attività direttoriale prosegue e completa gli studi accademici condotti sotto la guida dei più rappresentativi maestri italiani primo tra questi Victor de Sabata, al Conservatorio S. Pietro a Majella di Napoli con Aladino Di Martino e al Conservatorio N. Piccinni di Bari con Nino Rota, al Conservatorio Santa Cecilia di Roma pianoforte con Rina Rossi, Carlo Zecchi e Vera Gobbi Belcredi, canto con Ines Alfani Tellini e direzione d'orchestra con Franco Ferrara.
Giannella De Marco diresse le principali orchestre internazionali nei teatri di tutto i mondo. Al Teatro Colón di Buenos Aires, ai teatri Municipal di Rio de Janeiro e São Paulo in Brasile, a Madrid con l'Orchestra sinfonica di Madrid, Valencia, Barcellona in Spagna; a Roma con le orchestre dell'Accademia di Santa Cecilia e del Teatro dell'Opera; a Napoli per la Rai con l'orchestra "A. Scarlatti", a Bari al Teatro Petruzzelli, al Castello Sforzesco di Milano con l'Orchestra del Teatro alla Scala, al Teatro Bellini di Catania, a Firenze con l'Orchestra del Maggio Musicale Fiorentino e inoltre a Bergamo, al Teatro Alighieri di Ravenna, al Teatro Comunale e al Duse di Bologna, a Trieste, Benevento, Brescia, Pescara, Macerata, al Politeama Margherita di Genova, all'Anphiteatro Erodou Atticou di Atene, al Coliseu di Lisbona nella direzione, all'età di 9 anni, dell'Aida di Giuseppe Verdi, alla Salle Pleyel di Parigi con l'orchestra dei Concerti Lamoureux, in Germania a Düsseldorf, Dortmund, Colonia, a Manchester e alla Royal Albert Hall di Londra con la London Philharmonic Orchestra e alla BBC nella direzione di un balletto con Alicia Markova.